# Bicorn (matematică)

Bicorn

În geometrie curba bicorn este o cuartică plană rațională definită de ecuația:
{\displaystyle y^{2}(a^{2}-x^{2})=(x^{2}+2ay-a^{2})^{2}.}
Are două puncte de întoarcere și este simetrică față de axa Oy.

## Istoric
În 1864, James Joseph Sylvester a studiat curba
{\displaystyle y^{4}-xy^{3}-8xy^{2}+36x^{2}y+16x^{2}-27x^{3}=0}
în legătură cu clasificarea ecuațiilor algebrice de gradul al cincilea. El a numit curba „bicorn” pentru că are două puncte de întoarcere. Această curbă a fost studiată în continuare de Arthur Cayley în 1867.

## Proprietăți

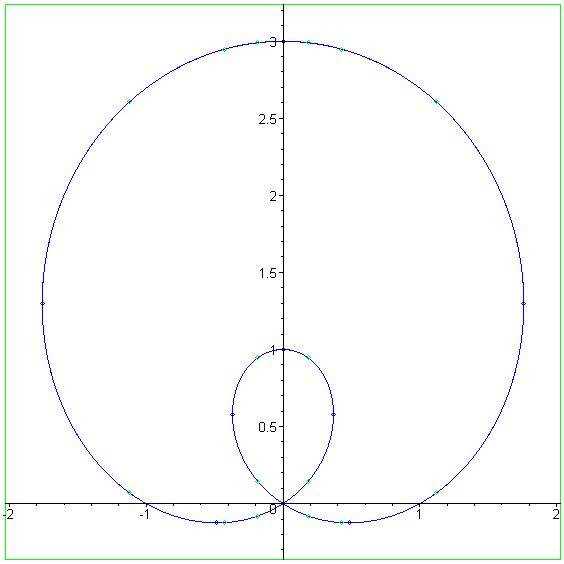
Bicorn transformat, cu a = 1

Bicornul este o curbă algebrică⁠(d) plană de gradul patru și genul zero. Are două singularități de tip punct de întoarcere în planul real și un punct dublu în planul proiectiv complex, la x = 0, z = 0. Dacă se mută x = 0 și z = 0 în origine și se efectuează o rotație imaginară în x substituind ix/z la x și 1/z la y în curba bicornului, se obține
{\displaystyle \left(x^{2}-2az+a^{2}z^{2}\right)^{2}=x^{2}+a^{2}z^{2}.}
Această curbă, un melc al lui Pascal, are un punct dublu ordinar în origine și două noduri în planul complex, la {\displaystyle x=\pm i} și {\displaystyle z=1.}
Ecuațiile parametrice ale unei curbe bicorn sunt
{\displaystyle x=a\sin(\theta )\quad } și
{\displaystyle y=a{\frac {\cos ^{2}(\theta )\left(2+\cos(\theta )\right)}{3+\sin ^{2}(\theta )}}\quad } cu {\displaystyle \quad -\pi \leq \theta \leq \pi .}